# Koreanisches Nationalmuseum
Das Koreanische Nationalmuseum (englisch National Museum of Korea, NMK) ist das nationale Museum von Südkorea mit Sitz in Seoul. Es repräsentiert die koreanische Geschichte und Kultur. Das Nationalmuseum wurde im Jahr 1945 gegründet und hat verschiedene Studien und Forschungsaktivitäten in den Bereichen Archäologie, Geschichte und Kunst geschaffen.

## Geschichte
Nach der Unabhängigkeit Südkoreas 1945 vom Japanischen Kaiserreich übernahm dieses das bisherige „Museum des Generalgouvernement Chōsen“ (jap. 朝鮮総督府博物館) und benannte es am 3. Dezember 1945 in „National-Museum“ um (kor. 國立博物館).
Während des Koreakrieges wurden die 20.000 Museumsstücke nach Busan ausgelagert. Als das Museum nach dem Krieg nach Seoul zurückkehrte, wurden sie sowohl im Gyeongbokgung- und im Deoksugung-Palast untergebracht. Im Jahr 1972 zog das Museum in ein neues Gebäude auf dem Gelände der Gyeongbokgung Palastes und erhielt seinen heutigen Namen. Das Museum zog (begleitet von Kontroversen und Kritik) 1986 erneut um in das ehemalige Regierungsgebäude des Generalgouvernement Chōsens und verblieb dort bis zum Abriss des Gebäudes 1995. Ab Dezember 1996 war das Museum provisorisch in der Social Education Hall untergebracht.
Am 28. Oktober 2005 wurde das Nationalmuseum in seiner neuen Residenz im Yongsan-Familienpark auf einer Fläche von 307.227 Quadratmetern (bebaute Fläche: 45.438 Quadratmeter) wiedereröffnet.
Im Jahr 2006 wurden 90 Ausstellungsstücke des Pjöngjanger Historischen Museums in Nordkorea im Koreanischen Nationalmuseum präsentiert. Dabei handelte es sich um den bis dahin bedeutendsten Austausch kultureller Relikte zwischen den beiden Staaten.
Seit dem 9. Februar 2011 ist Kim Youngna Direktorin.

## Anlage

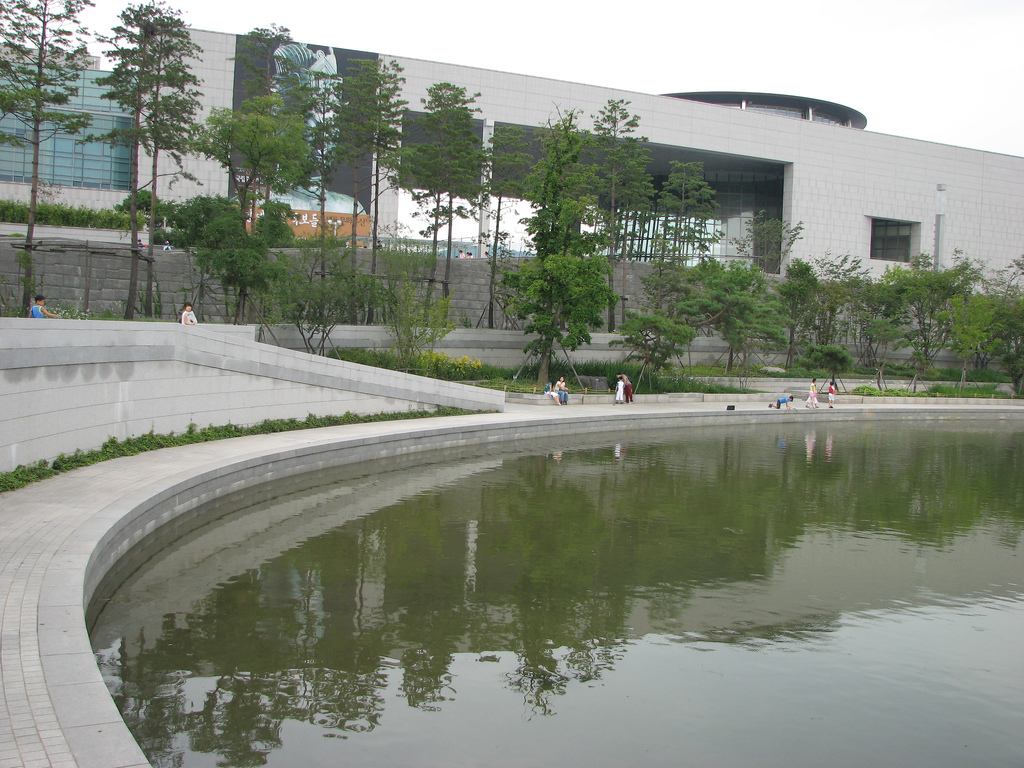
Museumsanlage

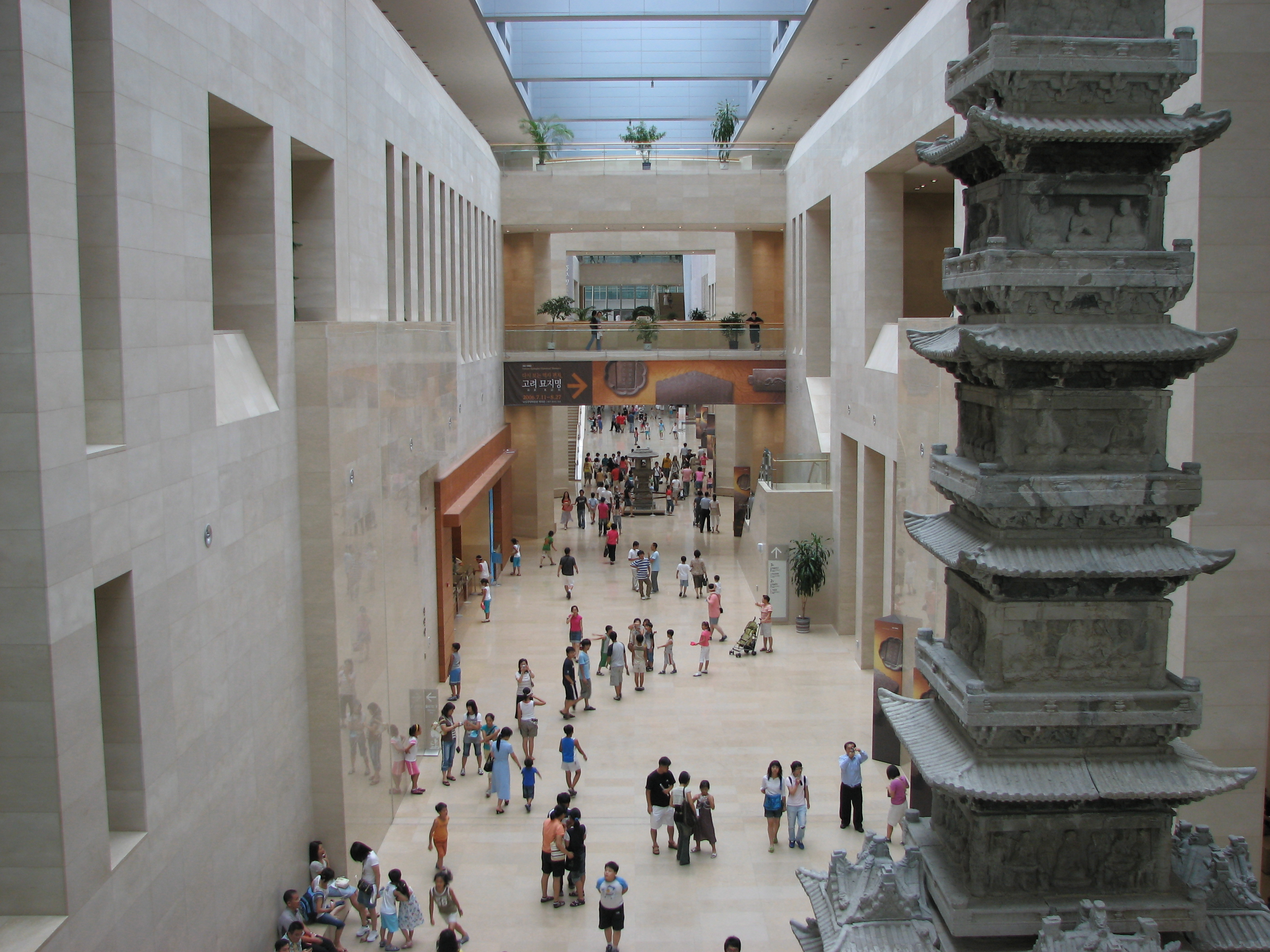
Ausstellungshalle

Das Museum ist in drei Etagen aufgeteilt. Symbolisch soll die linke Seite des Museums die Vergangenheit repräsentieren, während die rechte Seite des Museums die Zukunft darstellt. Auf dem Museumsgelände befinden sich Parks, Gärten mit einheimischen Pflanzen, Wasserfälle und Pools, und eine Sammlung von Pagoden, Stupas, Laternen und Stelen (einschließlich des „National Treasure of Korea Nr. 2“, der großen Glocke Bosingak, dem Vorbild der koreanischen Glocken der Joseon-Zeit).
Im Erdgeschoss befindet sich die archäologische Ausstellung, die rund 4500 in Korea ausgegrabene Artefakte von der Altsteinzeit bis zur Silla-Epoche enthält. Die neun Ausstellungsräume sind der Altsteinzeit, dem neolithische, der Bronzezeit und Gojoseon, die Proto Three Kingdoms Zimmer, die Goguryeo Zimmer, die Baekje Room, der Gaya Zimmer, und Silla gewidmet. Von Steingeräten, Faustkeilen bis hin zu luxuriösen alten königlichen Ornamenten zeigen die Reliquien hier angezeigten eine lange Reise durch die frühen Siedler auf der Halbinsel an der Entwicklung ihrer eigenen Kultur genommen. Ebenfalls auf der ersten Etage befindet sich die Historische Galerie, die das kulturelle und historische Erbe der Silla-, Balhae-, Goryeo- und Joseon-Perioden in acht Räumen präsentiert.
In der ersten Etage befinden sich die Donation Gallery und die Fine Arts Gallery I mit 890 Kunstwerke, die die traditionelle und religiöse Kunst Koreas präsentieren. Die Fine Arts Gallery I ist in vier Räume unterteilt: das Malerei-Zimmer, das Kalligraphie-Zimmer, die Zimmer für buddhistische Malereien, und das Holz-und-Lack-Zimmer. Die Donation Gallery zeigt 800 aus privaten Sammlungen gespendete Kunstwerke.
In der zweiten Etage befindet sich die Fine Arts Gallery II mit 630 Stücken, die koreanische buddhistische Skulptur und Kunsthandwerk vertreten. Höhepunkte dieser Galerie sind Goryeo Celadon Waren und der „National Treasure of Korea Nr. 83“ Bangasayusang (oder Pensive Bodhisattva). Die fünf Räume dieser Galerie sind das Metall-Kunst-Zimmer, das Celadon-Zimmer, das Buncheong-Zimmer, das weiße Porzellan-Zimmer, und das Zimmer für buddhistische Skulpturen.
Ebenfalls auf der zweiten Etage befindet sich die Asian Arts Gallery mit 970 Stücken, die die Ähnlichkeiten und Unterschiede der asiatischen Kunst und den Zusammenfluss von asiatischer und westlicher Kunst über die Seidenstraße entdecken lassen. Die fünf Räume sind die Zimmer für Indische und Südostasiatische Kunst, Zentralasiatische Kunst, Chinesische Kunst, Japanische Kunst und die Kunst von Sinan.

## Ausstellungsstücke

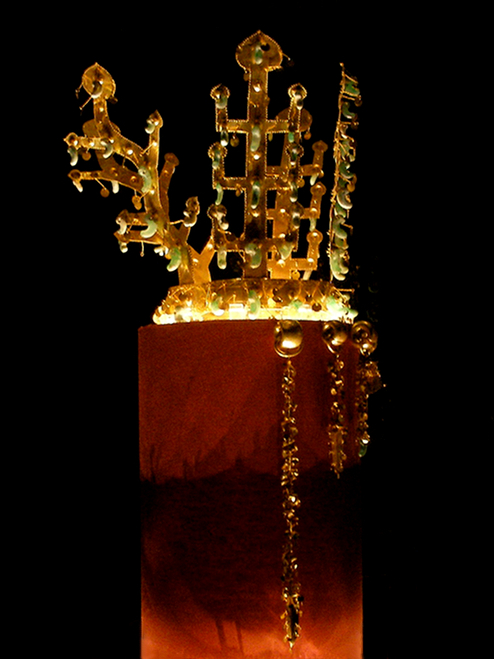
Silla Golden Crown

### Goldkrone
Diese Silla-Goldkrone (5. Jahrhundert) stammt aus dem Nordgrab Hwangnamdaechong in Gyeongju. Man vermutet, dass im Nordgrab eine Frau bestattet wurde, weil dort mehr Schmuckstücke als im Südgrab gefunden wurden, darunter ein silberner Gürtel mit der Inschrift 'Buindae' (Frauengürtel). Eine goldene Krone weist auf die politische und soziale Stellung ihres Besitzers hin.

### Nachdenklicher Bodhisattva

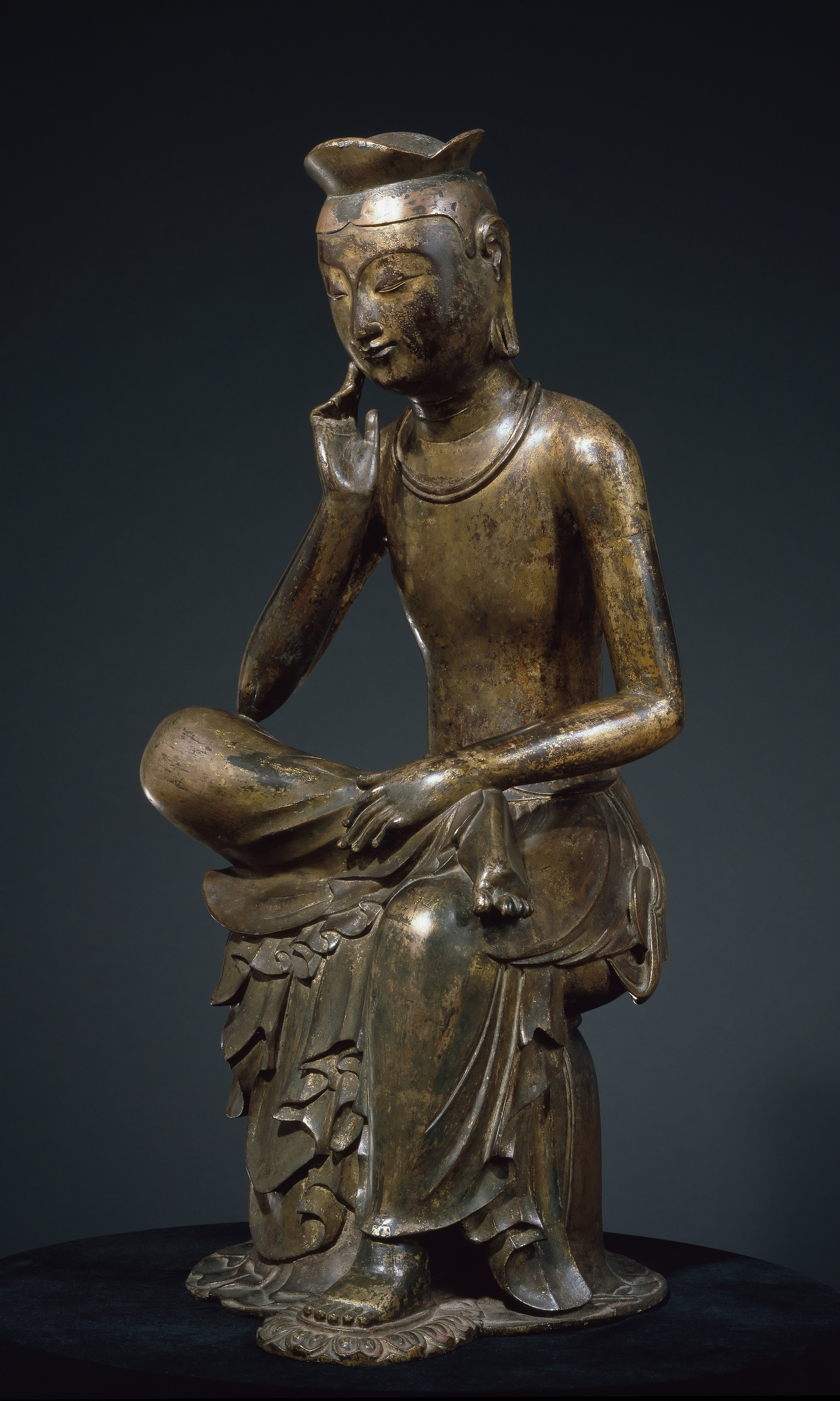
Pensive Bodhisattva

Diese Statue (frühes 7. Jahrhundert) legt ein Bein über das andere, gedankenverloren mit den Fingern auf ihren Wangen. Statuen in einer solchen Pose leiteten sich aus Buddhas Haltung der Kontemplation über das Leben des Menschen ab. Die Statue trägt eine flache Krone, genannt „Three Mountain Crown“ oder „Lotus Crown“. Sein Oberkörper ist nackt, aber trägt eine einfache Kette. Diese Statue hat bemerkenswerte Ähnlichkeiten mit dem hölzernen nachdenklich Bodhisattva am Koryuji Tempel in Kyōto, der vermutlich von einem Mönch aus Silla gegründet wurde. Insofern kann man annehmen, dass diese Statue aus der Silla-Periode stammt. Andererseits, wegen ihrer ausgewogenen Form und der eleganten und raffinierten Handwerkskunst, wird sie auch der Baekje-Periode zugeordnet.

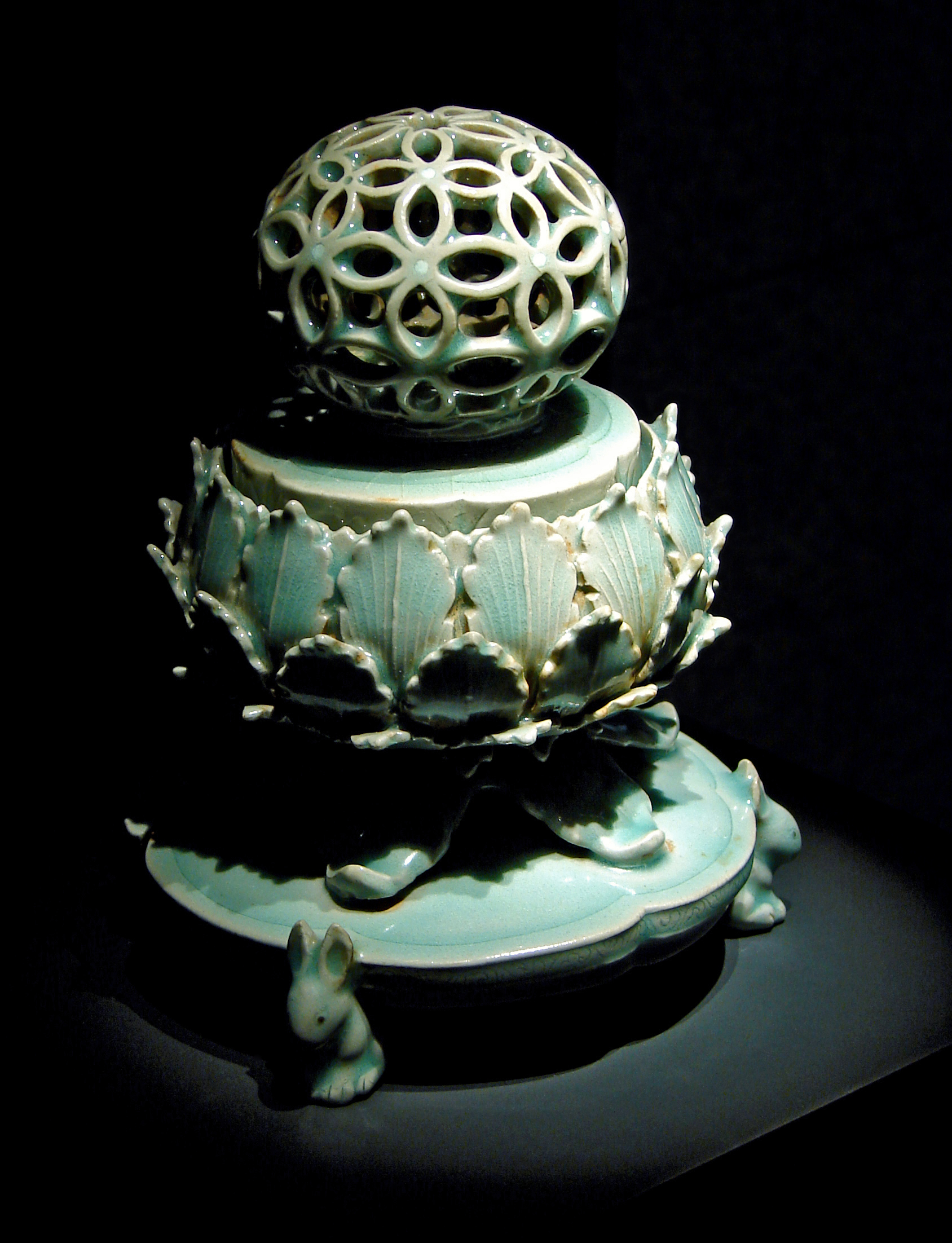
Seladon Weihrauch-Brenner

### Weihrauch-Brenner aus Seladon
Dieser Weihrauch-Brenner (12. Jahrhundert) aus Seladon besteht aus einem Deckel (mit einem zentralen Loch zum Herauslassen des Weihrauchs), einem Brenner und einem Untersatz. Über dem Loch für Weihrauch ist ein gekrümmter Knopf im Sieben-Schatz-Design eingeschnitten, um den Weihrauch zu verteilen.

### 10-stöckige Pagode vom Gyeongcheonsa Tempel

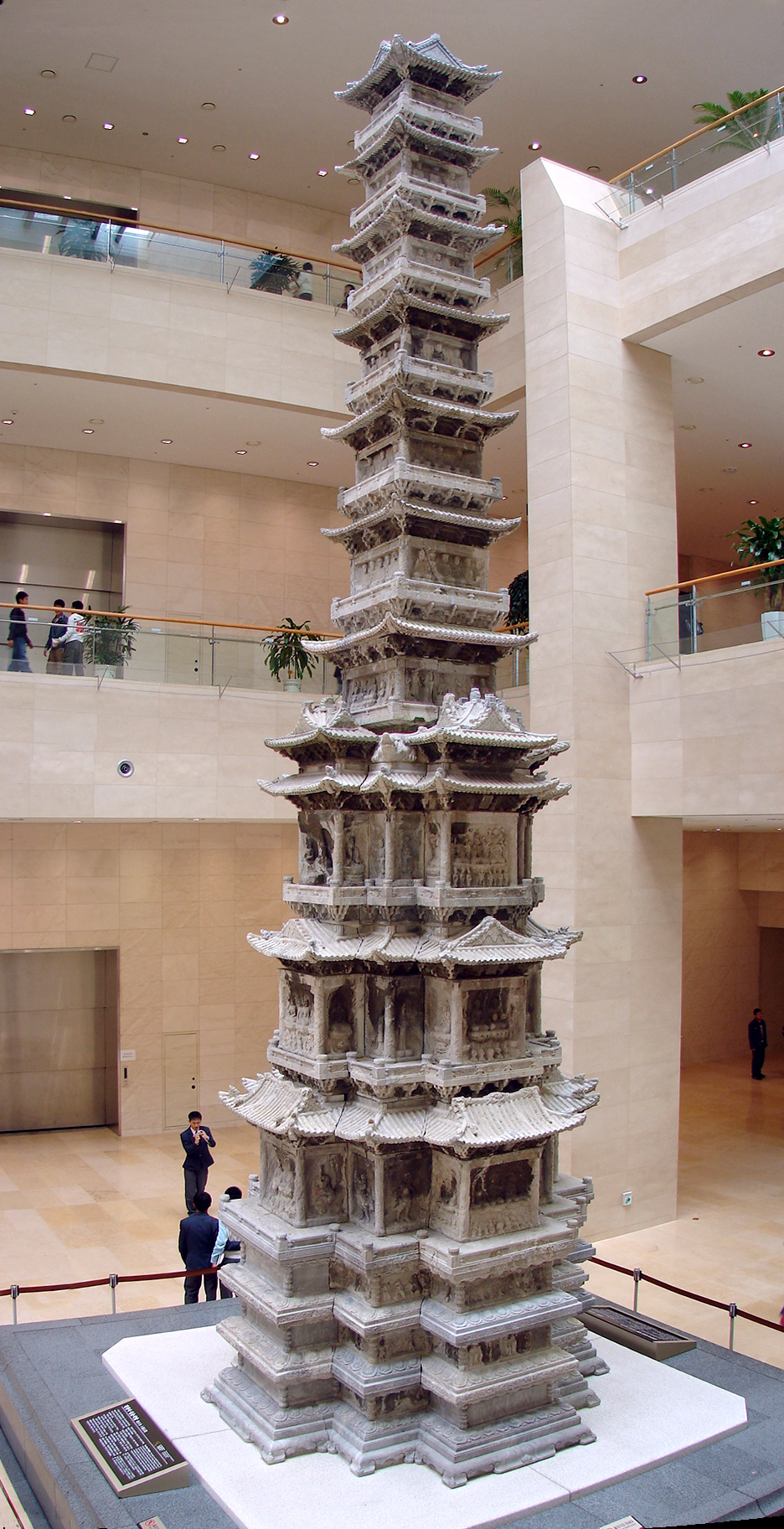
Ten-Story Pagoda

Die „Gyeongcheonsa Ten-Story Pagoda“ (경천사 십층석탑, 敬天寺十層石塔) wurde ursprünglich errichtet im Kloster Gyeongcheonsa im vierten Jahr (1348) von König Chungmok der Goryeo. Im Jahr 1907 wurde sie illegal von einem japanischen Hofbeamten nach Japan geschmuggelt, wurde aber im Jahr 1918 auf Geheiß der britischen und amerikanischen Journalisten E. Bethell und H. Hulbert zurückgebracht. Im Jahr 1960 wurde sie im Gyeongbokgung Palast restauriert, ihre Konservierung erwies sich aber als schwierig wegen des sauren Regens und der Verwitterung. So wurde sie 1995 wieder abgebaut, um ab 2005 im Inneren des National Museum of Korea „Path to History“ untergebracht zu werden.

### Album of Genre Painting by Danwon, Treasure of Korea No. 527

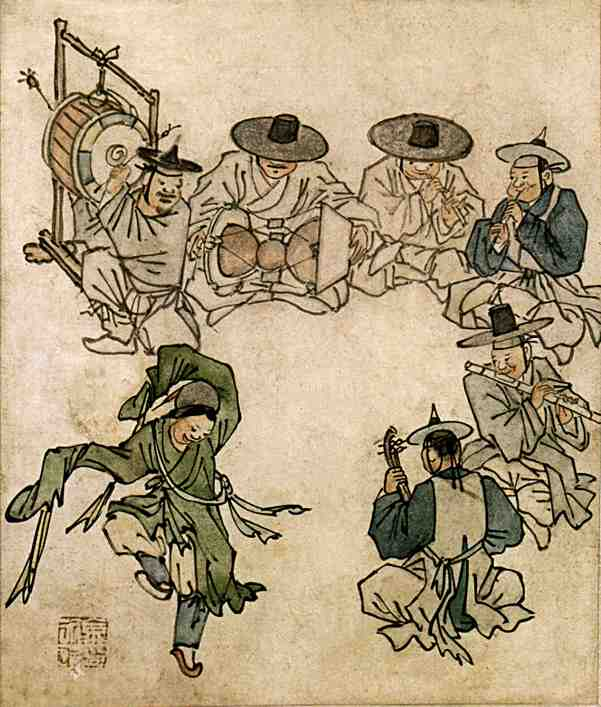
„Dancing Boy“ von Danwon.

Der Maler Kim Hong-do (18. Jahrhundert), auch bekannt als Danwon, ist bekannt für seine humorvollen und offenen Gemälde über das Leben der einfachen Leute. Das ausgestellte Album besteht aus fünfundzwanzig Gemälden, die sich alle ohne Hintergrund auf die Figuren konzentrieren. Kims Gemälde erscheinen lückenhaft, doch sie zeigen expressive Pinselstriche und ausgewogene Kompositionen. Es wird vermutet, dass Kim mit dieser Art der Malerei in seinen späten Dreißigern begann und das Album beendete, als er über 40 Jahre alt war.

### Uigwe
Das Museum beherbergt 297 Bände von Uigwe, den königlichen Protokollen der Joseon-Dynastie. Diese wurden im Jahre 1866 während der Französischen Kampagne gegen Korea geplündert und verblieben in der Bibliothèque nationale de France. Sie wurden von April bis Juni 2011 zurückgeführt, in vier separaten Raten. Eine Sonderausstellung Die Rückkehr des Oegyujanggak Uigwe aus Frankreich: Aufzeichnungen über die Bräuche der Joseon-Dynastie, fand vom 19. Juli bis 18. September 2011 statt.